# Vatnsfell
Vatnsfell är en kulle i republiken Island. Den ligger i regionen Suðurland, 140 km öster om huvudstaden Reykjavík. Toppen på Vatnsfell är 710 meter över havet.
Trakten runt Vatnsfell är nära nog obefolkad, med mindre än två invånare per kvadratkilometer. Det finns inga samhällen i närheten. Trakten runt Vatnsfell består i huvudsak av gräsmarker.